# RV Callista
Pour les articles homonymes, voir Callista (homonymie).
 (août 2019).
Le catamaran RV Callista(RV en anglais :Research Vessel) est un petit navire océanographique appartenant à la School of Ocean and Earth Science de l’Université de Southampton, située au Centre national d’océanographie de Southampton (National Oceanography Centre, Southampton (en) (NOCS).

## Historique
Le navire est équipé d’une potence arrière de 4 tonnes et d’un treuil associé, d’une grue de 1,3 tonne, d’une plate-forme et d’installations de plongée. Il porte également une variété de capteurs. Il est équipé de laboratoires secs et humides.  La propulsion est assurée par deux moteurs diesel Scania D12 jumelés offrant une vitesse de service de 10 kn (19 km/h) et une vitesse maximale de 14 kn (26 km/h). Il est également équipé de propulseur d'étrave pour une manouvrabilité accrue.
La principale fonction de Callista est de fournir des heures de stage aux étudiants qui suivent des cours dispensés par l'université et le NOCS. En outre, il est disponible à la location pour les clients commerciaux jusqu'à six semaines par an.

### Note et référence
- (en) Cet article est partiellement ou en totalité issu de l’article de Wikipédia en anglais intitulé « RV Callista » (voir la liste des auteurs).